# Ska Cubano
Ska Cubano es un grupo musical londinense que combina ska y música cubana como el son y el mambo, con elementos de otros géneros incluyendo cumbia y calipso.

## Historia
El grupo fue ideado por el inversor Peter A. Scott, que en sus propias palabras "decidió crear una historia alternativa en la cual el ska cubano había emergido". 
Así se decidió a viajar a Santiago de Cuba con el cantante de Top Cats, Natty Bo (Nathan Lerner) en 2001 y donde ensayaron y grabaron el primer álbum de Ska Cubano durante un periodo de dos años principalmente con músicos locales, incluyendo el cantante Beny Billy (Juan Manuel Villy Carbonell). A finales de 2004, Scott y Bo decidieron buscar un sonido menos cubano y crearon una formación en Londres constituida por cubanos establecidos en Londres y otros caribeños (tres de los cuales eran/son también miembros de Top Cats, la banda de ska tradicional de Natty Bo). Después de un poco de experimentación, con Natty Bo como líder y vocalista, la formación permanente de Ska Cubano estaría formada por los cubanos Rey Crespo y Ernesto Estruch (de La Habana), Jesús Cutiño (Las Tunas), Oreste Noda (Matanzas) y Kico Cowan (Camagüey), junto a Dr Sleepy (Reuben White) de la isla de Montserrat, Eddie "Tan Tan" Thornton de Jamaica (Spanish Town), Miss Megoo (Megumi Mesaku) de Japón (Chiba) y el londinense Trevor Edwards, aparte de Beny Billy de Santiago de Cuba, quien colabora en grabaciones y conciertos. En 2006, el venezolano Carlos Pena gradualmente iba introduciéndose como cantante secundario, aunque Beny continuaba grabando y ocasionalmente viajando con Ska Cubano. Más adelante se les uniría el trompetista Gaig Phelps. El segundo álbum de Ska Cubano ¡Ay Caramba!, fue propuesto para un Premio de Música Mundial de la BBC en la Categoría "Mezcla de Culturas".
El tercer álbum, "Mambo Ska" fue lanzado en mayo de 2010.
Ska Cubano ha actuado en festivales de referencia a escala mundial como Glastonbury, Big Day Out y WOMAD, y ha actuado en más de 30 países.

## Miembros
- Natty Bo (Nathan Lerner) -vocalista

- Carlos Pena - voz y percusión menor
- Beny Billy (Juan Manuel Villy Carbonell) - voz
- Miss Megoo (Megumi Mesaku) - contralto i saxofón barítono.
- Trevor Edwards - trombón.
- Kico Cowan - saxofón tenor y flauta.
- Rey Crespo (director musical) - contrabajo y marimbol.
- Jesús Cutiño - tres (Guitarra de 3x2 - cubana)
- Ernesto Estruch - piano, órgano y violín.
- Oresta Noda - congas y pailas.
- Dr. Sleepy (Reuben White) - percusión
- Tan Tan (Eddie Thornton) - trompeta
- Jay Phelps - trompeta

## Discografía
- Ska Cubano (2003), Victor - reeditado (2004), Absolut
- ¡Ay Caramba! (2005), Casinosounds
- Ajiaco! (the remix album), (2008) Casinosounds/Universal Portugal [álbum con remixes de Ska Cubano realizado por DJ's independientes.]
- "Mambo Ska" (2010), Casinosounds